# Успение Богородично (Ковачево)
Вижте пояснителната страница за други значения на Успение Богородично.
Дъбайският манастир „Успение Богородично“ е манастирска църква край светиврачкото село Ковачево, България, част от Неврокопската епархия на Българската православна църква. Обявена е за паметник на културата.

## История
Църквата е средновековен манастирски храм, построен в XIV век, възстановена в XVII – XVIII век и отново преустроен в XIX век. Служи за храм на метоха на Роженския манастир и до нея е запазен конак от метоха.

## Архитектура
В архитектурно отношение представлява трикорабна псевдобазилика без външна апсида. Женската църква на запад днес е разрушена. В интериора трите кораба са разделени от два реда дървени колони. Таваните са дъсчени и нови. Нова е и подовата настилка, както и дъсченият иконостас, но резбованите царски двери и иконите са от по-стар иконостас от XVII – началото на XVIII век.